# Bitwa nad jeziorem Narocz

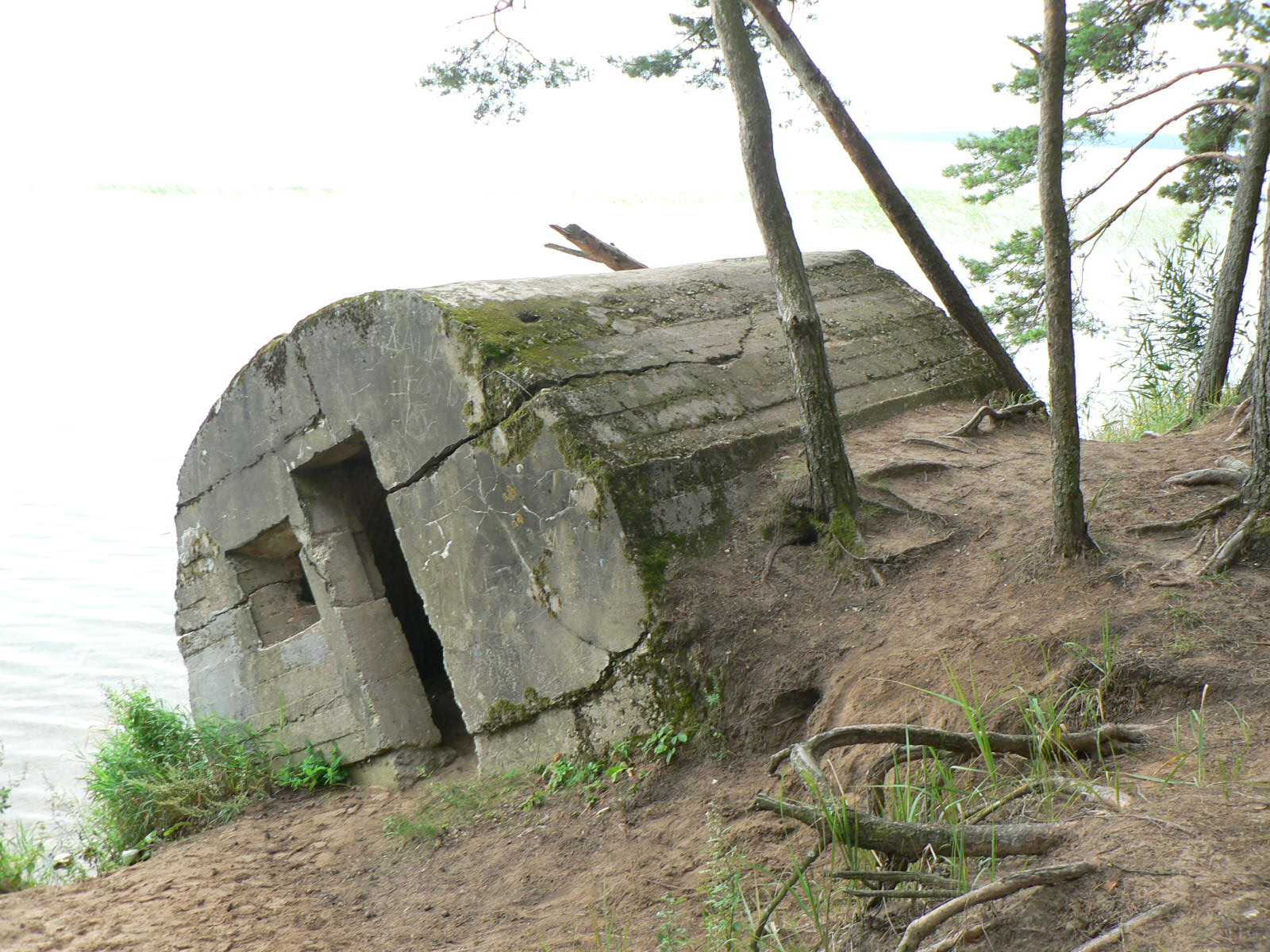
Niemiecki bunkier nad zachodnim brzegiem jeziora.

Bitwa nad jeziorem Narocz – zakończona niepowodzeniem ofensywa przeprowadzona przez Armię Rosyjską na pozycje niemieckie na północnym odcinku frontu wschodniego (zwana też bitwą pod Postawami) 16–30 marca 1916 roku podczas I wojny światowej.

## Kontekst
Po sukcesach odniesionych nad armią rosyjską w 1915, niemieckie naczelne dowództwo zadecydowało o przeniesieniu ciężaru działań wojennych na front zachodni, uznało bowiem, że Rosjanie nie będą zdolni do działań ofensywnych w najbliższym czasie. Tymczasem jednak Stawka – rosyjskie naczelne dowództwo – przygotowywało już plany kolejnych operacji. Pierwszą z nich, zaplanowaną na grudzień 1915, zamierzono przeprowadzić w Galicji Wschodniej przeciwko Austro-Węgrom. Ponadto na konferencji Ententy w Chantilly ustalono m.in., że Rosjanie przystąpią do ogólnej ofensywy na wiosnę 1916 wspólnie z pozostałymi koalicjantami.
Ofensywę przeciw Austriakom rozpoczęły armie rosyjskiego Frontu Południowo-Zachodniego 27 grudnia 1915. Przeciwnik nie dał się zaskoczyć i bronił się bardzo skutecznie. Bitwa noworoczna, jak nazwano tę operację, zakończyła się ostatecznie 19 stycznia 1916 niepowodzeniem Rosjan. Mimo ogromnego wysiłku, nie udało się im przełamać nieprzyjacielskich pozycji (straty Rosjan – 70 tys. ludzi, Austriaków – 30 tys.).
Wkrótce jednak zaszła radykalna zmiana w sytuacji strategicznej. Niemcy zaatakowali francuskie pozycje pod Verdun. Francuzi zaapelowali do sojuszników o przeprowadzenie natarć odciążających. Rosjanie odpowiedzieli na apel w końcu lutego 1916, podejmując decyzję o rozpoczęciu operacji przeciw Niemcom na północnym odcinku frontu. Jej celem miało być przyciągnięcie uwagi Niemców, związanie ich sił, aby uniemożliwić ich przerzucenie na zachód, wreszcie w razie powodzenia zniszczenie armii niemieckich na północ od Wilna.

### Plan i przygotowania
Armie znajdujące się na styku Frontów Północnego i Zachodniego miały nacierać na odcinku Dźwińsk-jez. Narocz-jez. Wiszniewskie. Wsparcie miały zapewnić natarcia z Jakobstadt (Jēkabpils) na Poniewież i od Smorgoni na Wilno. Główny wysiłek miała przyjąć na siebie wzmocniona 2. Armia gen. Smirnowa z Frontu Zachodniego, nie otrzymała jednak wystarczającego wsparcia artyleryjskiego, ponadto szwankował system dowodzenia. Przeciwnikiem była 10. Armia niemiecka gen. von Eichhorna.

## Bitwa
Rosjanie z 2. i 1. Armii ruszyli do ataku 18 marca po dwudniowym, ale mało skutecznym przygotowaniu artyleryjskim, trzy dni później wsparła ich 5. Armia. Natarcie przeprowadzono w trudnych warunkach ze względu na rozpoczynające się roztopy, zabrakło też współpracy i koordynacji działań pomiędzy poszczególnymi korpusami. Rosjanie atakowali przez pierwsze dni z wielkim poświęceniem, ale Niemcy bronili się skutecznie, choć sytuację określali tutaj jako bardzo trudną. Rosjanie tylko na głównym odcinku natarcia osiągnęli lokalne, nieznaczne zyski terenowe, nie przełamali jednak obrony niemieckiej. Wobec roztopów i wysokich strat (ok. 78 tys. ludzi, podczas gdy Niemcy 30 tys.-40 tys.) zatrzymano ofensywę 30 marca.
Rosjanie nie przygotowali się odpowiednio do bitwy, popełnili błędy w jej trakcie, nie zdołali też wykorzystać swojej przewagi liczebnej. Mimo to wypełnili obietnice dane Francuzom i przyczynili się do osłabienia ataków niemieckich pod Verdun w ostatniej dekadzie marca. Niepowodzenia rosyjskie na początku 1916 znów uśpiły uwagę państw centralnych, co zaś w czerwcu przyczyniło się do sukcesu Ofensywy Brusiłowa. Z drugiej strony jednak osłabiły znacznie wolę walki w dowództwie obu rosyjskich północnych frontów, co wpłynęło na ich pasywną postawę w czasie Ofensywy Brusiłowa.

## Galeria

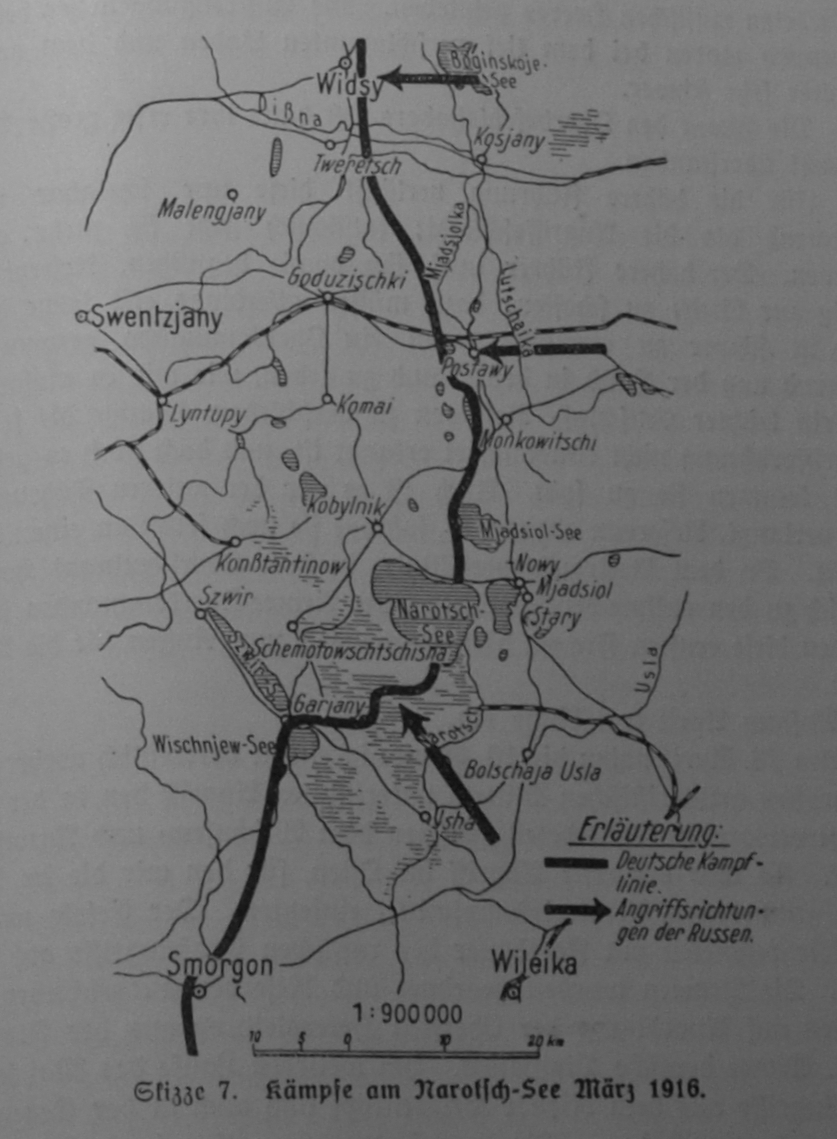
Kierunek natarcia
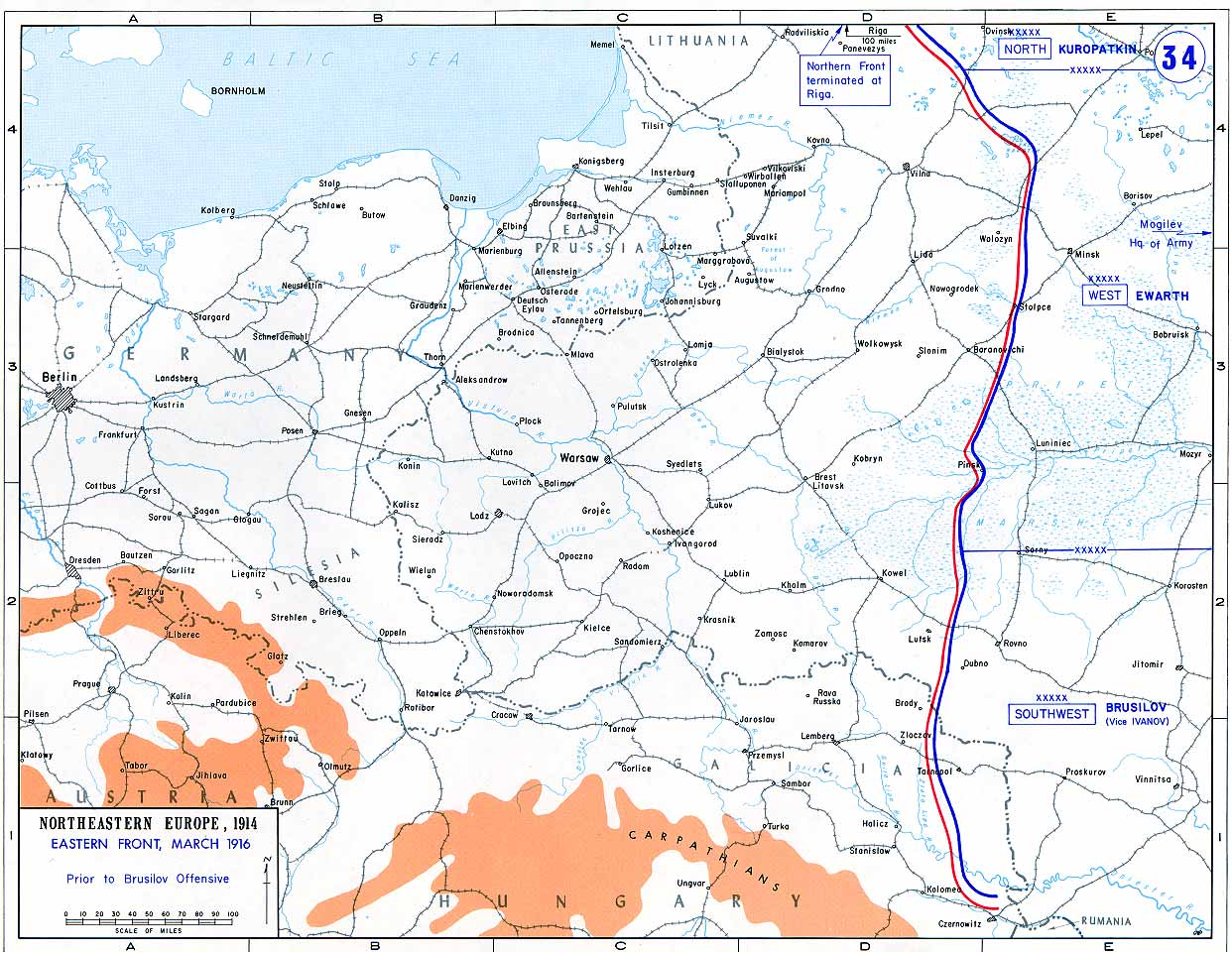
Front w 1916 roku